# Taounza
Taounza (en àrab تاونزا, Tāwnzā; en amazic ⵜⴰⵡⵏⵣⴰ) és una comuna rural de la província d'Azilal, a la regió de Béni Mellal-Khénifra, al Marroc. Segons el cens de 2014 tenia una població total de 11.488 persones.